# Miłosna dieta
Miłosna dieta (hiszp. Dieta mediterránea) – hiszpańska komedia romantyczna z 2009 roku w reżyserii Joaquína Oristrella. Zdjęcia kręcono w prowincji Barcelona
Premiera filmu miała miejsce 6 lutego 2009 roku w Hiszpanii.

## Opis fabuły
Akcja filmu rozgrywa się w miasteczku u wybrzeży Hiszpanii. Utalentowana kulinarnie Sofia (Olivia Molina) pracuje w restauracji rodziców. O jej względy zabiega dwóch przyjaciół: stateczny i pracowity Toni (Paco León) oraz przebojowy, lecz nieco lekkomyślny Frank (Alfonso Bassave). Dziewczyna proponuje im nietypowy układ.

## Obsada
Źródło: Filmweb
- Olivia Molina jako Sofia
- Paco León jako Toni
- Alfonso Bassave jako Franco
- Carmen Balagué jako Lorena
- Roberto Álvarez jako Ramón
- Jesús Castejón jako Pepe Ripoll
- Jordi Martínez jako ojczym Franca

i inni.